# فيونا بلفور
فيونا بلفور (بالإنجليزية: Fiona Balfour)‏ هي سيدة أعمال أسترالية، ولدت في 1958 في ملبورن في أستراليا.